# Otto Rietmann
Otto Rietmann (* 6. August 1856 in St. Gallen; † 19. Oktober 1942 ebenda) war ein Schweizer Fotograf.

## Leben
Rietmann stammt aus einer alteingesessenen St. Galler Familie. Nach einer Konditorlehre erlernte er das Handwerk der Fotografie in Frankreich und eröffnete 1885 ein Fotoatelier, das bis 1923 Bestand hatte. 1886 gründete er den Schweizerischen Photographen-Verein (heute: Schweizer Berufsfotografen und Filmgestalter). 1905 lernte er Rudolf Steiner kennen und gründete 1906 in St. Gallen den Ekkehard-Zweig, eine anthroposophische Regionalgruppe. Seit 1922 war er Vorstandsmitglied der Anthroposophischen Gesellschaft in der Schweiz sowie im Verwaltungsrat der Weleda.

## Werk
Er dokumentierte 1915 den Neubau des Goetheanums. Seine wohl bekanntesten Werke sind die Porträts von Henry Dunant (1895) und dasjenige von Rudolf Steiner (1905).

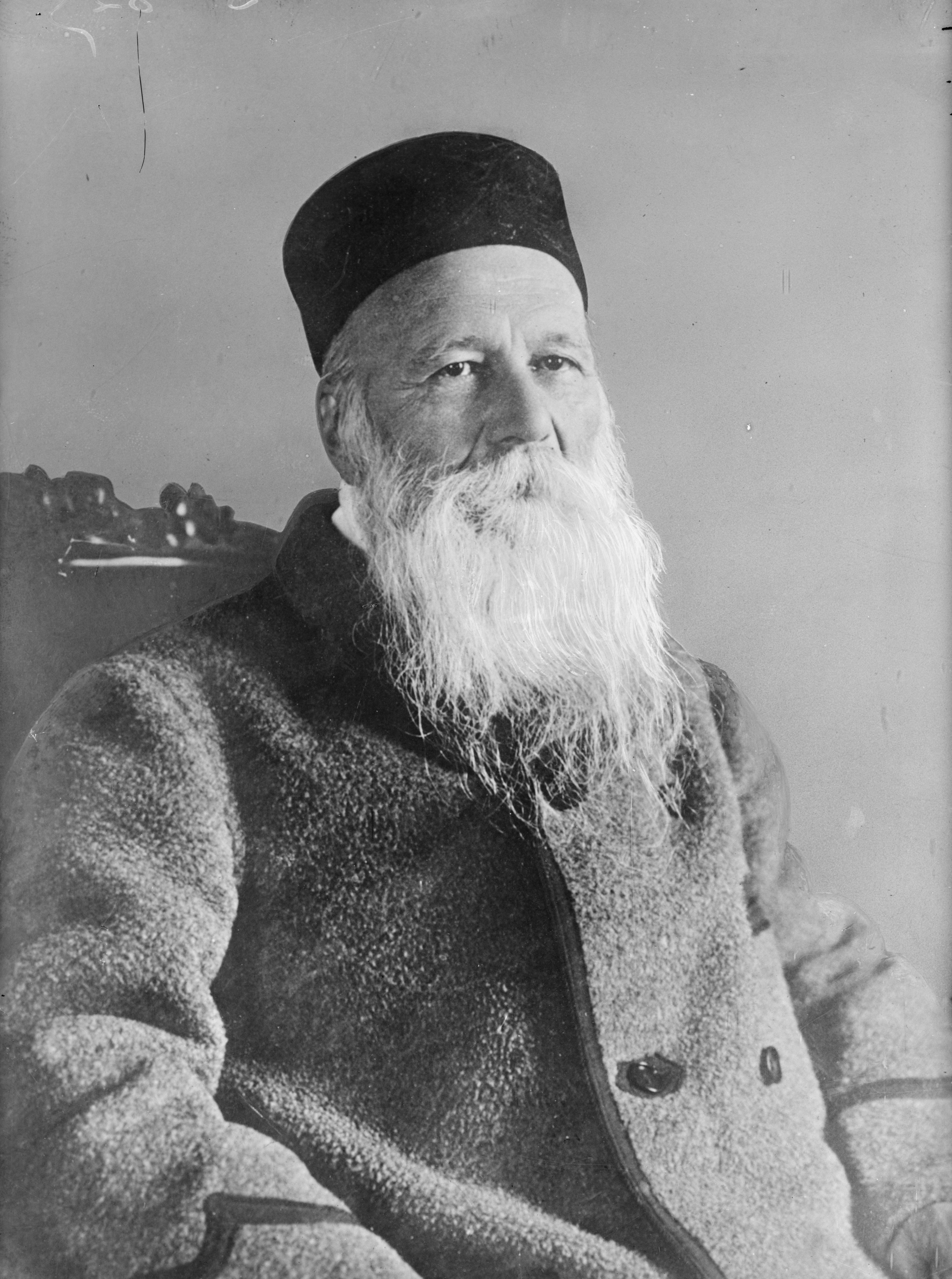
Henry Dunant (1895)
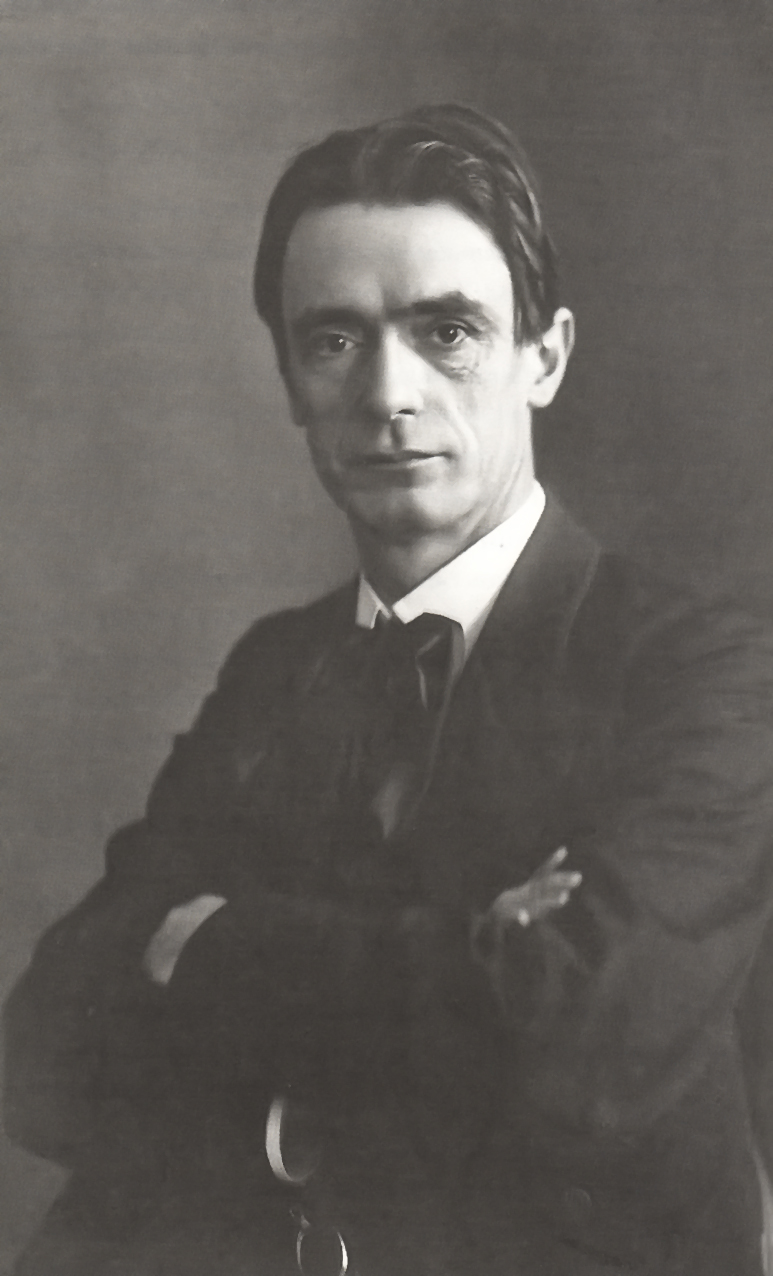
Rudolf Steiner (ca. 1905)
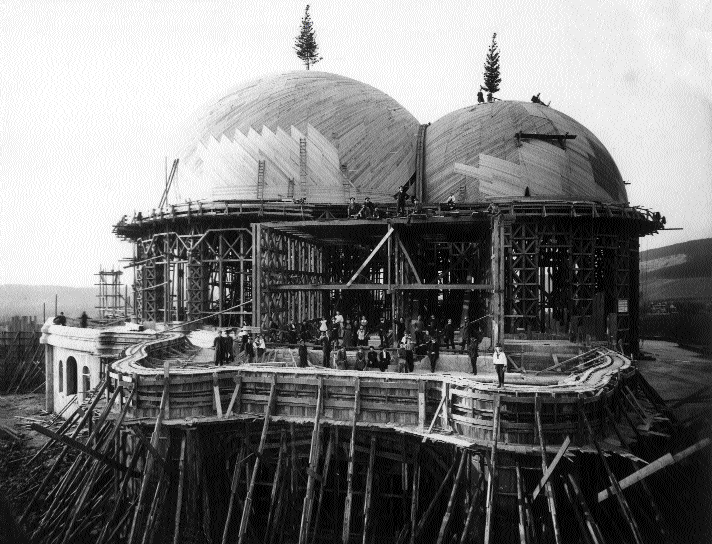
Goetheanum (1914)

Sein Foto von Dunant trug Ende des 19. Jahrhunderts massgeblich zur Wiederentdeckung Dunants bei und wird heute beispielsweise vom Nobelpreis-Komitee verwendet. Sein erhaltenes Werk befindet sich heute zu grossen Teilen in der Kantonsbibliothek St. Gallen.